# 폴란드의 섬 목록
다음은 폴란드의 섬 목록이다 (폴란드어: Wyspy).

## 발트해

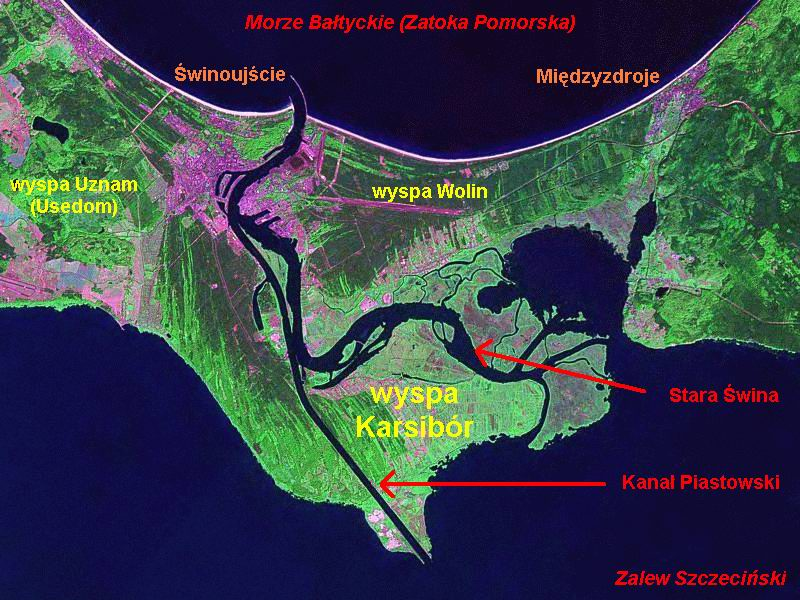
우제돔섬의 운하

다음은 발트해에 있는 폴란드 섬들이다:
- 우제돔섬, 북위 53° 56′ 00″ 동경 14° 05′ 00″ / 북위 53.93333°  동경 14.08333°
- 볼린섬,[2] 북위 53° 55′ 00″ 동경 14° 30′ 00″ / 북위 53.91667°  동경 14.5°
- 볼린스카 켕파, 북위 53° 50′ 31″ 동경 14° 37′ 17″ / 북위 53.84194°  동경 14.62139°

## 오데르 석호

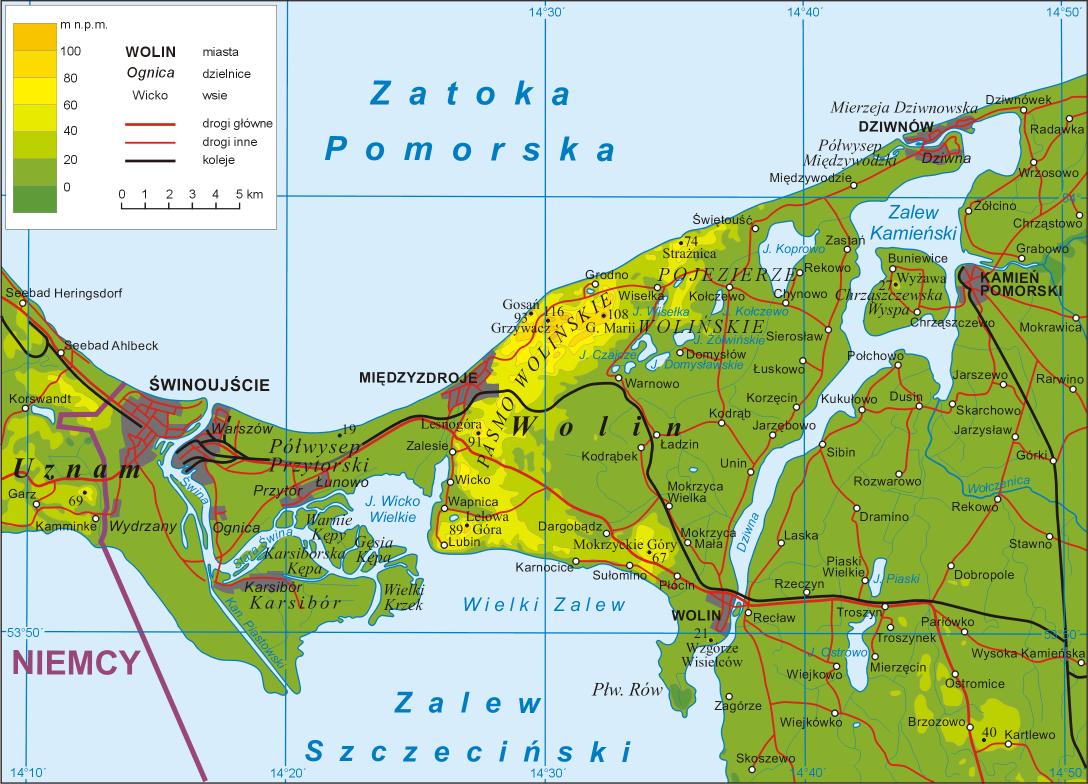
카르시보르섬 북동쪽의 바르니에 켕피

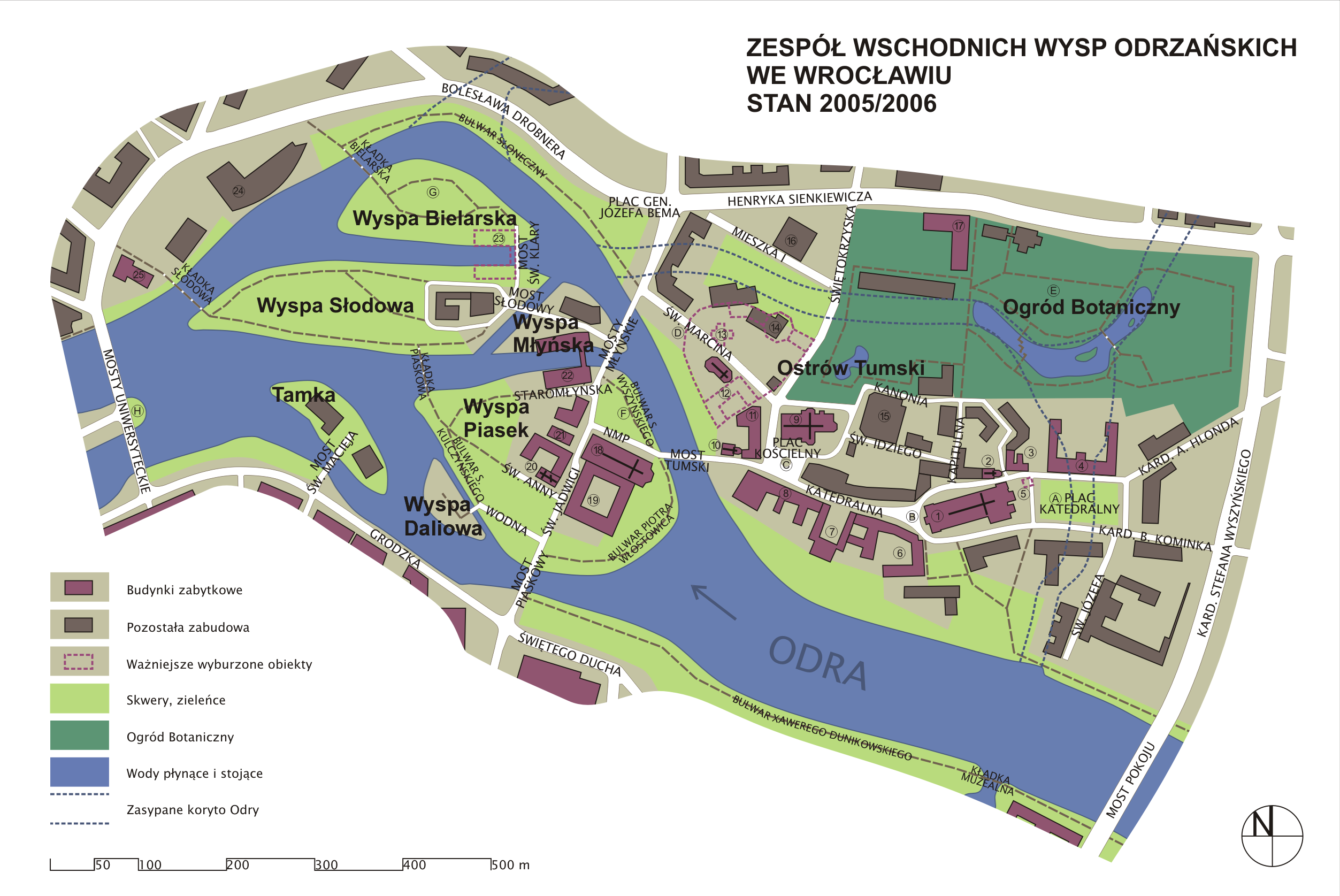
브로츠와프의 섬들

다음은 오데르 석호에 있는 폴란드 섬들이다:
- 헤우미네크,[2] 북위 53° 40′ 28″ 동경 14° 31′ 51″ / 북위 53.67433607365782°  동경 14.530765472215961° [4]
- 흐롱슈체프스카섬, 북위 53° 58′ 00″ 동경 14° 44′ 00″ / 북위 53.96667°  동경 14.73333° [1]
- 겐시아 켕파, 북위 53° 51′ 39″ 동경 14° 22′ 08″ / 북위 53.86083398890447°  동경 14.368995304434739° [4]
- 카르시보르, 북위 53° 50′ 46″ 동경 14° 19′ 48″ / 북위 53.846°  동경 14.330°
- 코인스키 스무그, 북위 53° 53′ 00″ 동경 14° 21′ 22″ / 북위 53.883358935177604°  동경 14.356245304402117° [4]
- 트르치니체
- 바르니에 켕피, 북위 53° 52′ 05″ 동경 14° 21′ 45″ / 북위 53.86806°  동경 14.36250°
- 비엘키 크제크, 북위 53° 51′ 04″ 동경 14° 24′ 09″ / 북위 53.85111°  동경 14.40250°
- 비쇼바 켕파, 북위 53° 51′ 55″ 동경 14° 24′ 03″ / 북위 53.86525962988877°  동경 14.400703680037564° [4]
- 비드자 켕파, 북위 53° 52′ 41″ 동경 14° 20′ 32″ / 북위 53.87804936415016°  동경 14.342126951999944° [4]

## 기타 오데르섬
- 브로츠와프의 섬들[5]
  - 탐카, 북위 51° 06′ 54″ 동경 17° 02′ 14″ / 북위 51.11492839735311°  동경 17.037183801431226° [4]
  - 몰트섬 (비스파 스워도바), 북위 51° 06′ 59″ 동경 17° 02′ 15″ / 북위 51.11625314335751°  동경 17.037500284235286° [4]
  - 비엘라르스카섬 (비스파 비엘라르스카), 북위 51° 07′ 02″ 동경 17° 02′ 18″ / 북위 51.1173151671457°  동경 17.038322397576714° [4]
  - 밀섬 (비스파 미운스카), 북위 51° 06′ 58″ 동경 17° 02′ 25″ / 북위 51.11600055202306°  동경 17.04040575196848° [4]
  - 달리오바섬 (비스파 달리오바), 북위 51° 06′ 52″ 동경 17° 02′ 19″ / 북위 51.11441780446124°  동경 17.03850674799124° [4]
  - 샌드섬 (비스파 피아세크), 북위 51° 06′ 53″ 동경 17° 02′ 26″ / 북위 51.1146°  동경 17.0406°

## 그단스크만과 비스툴라 석호의 섬들

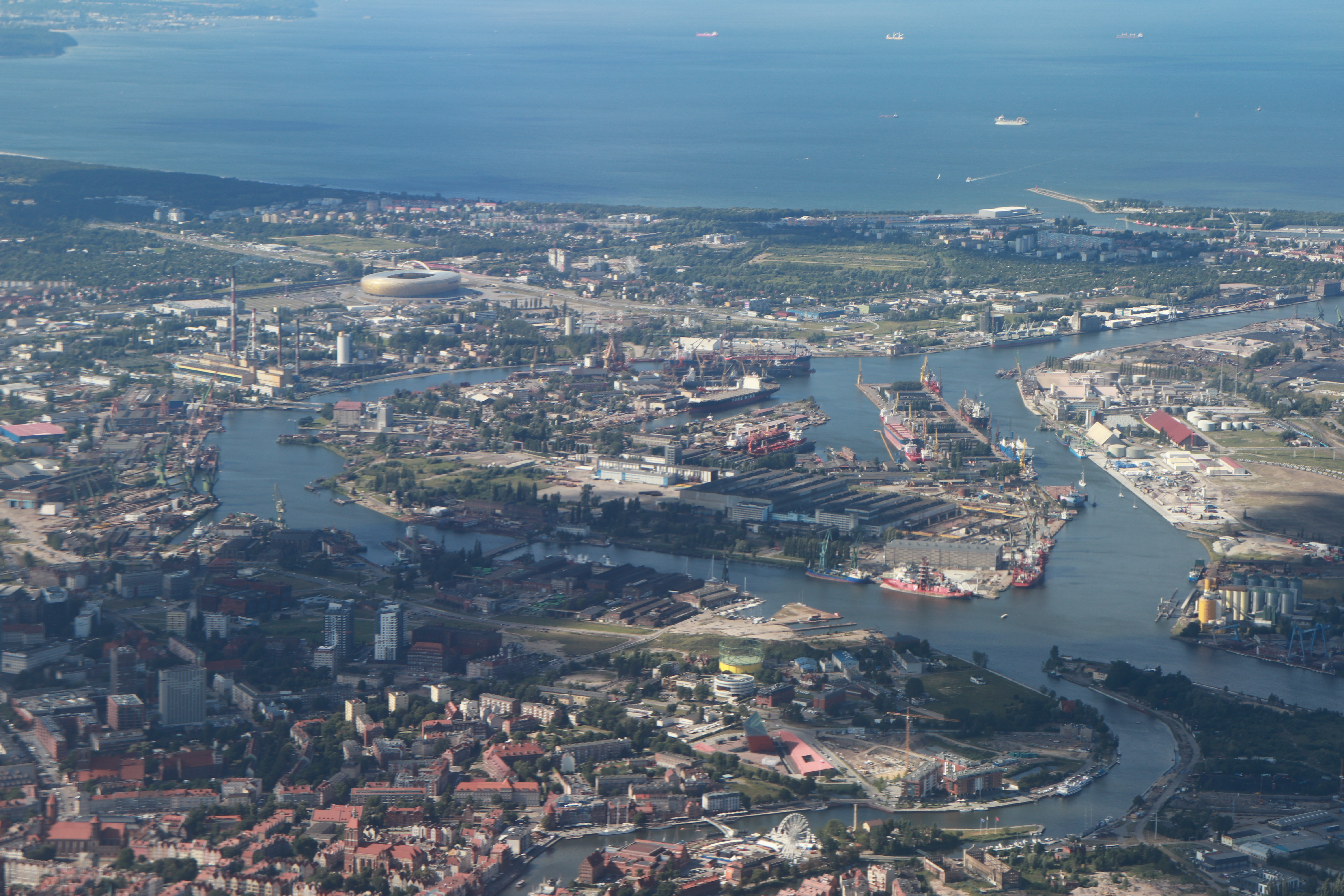
오스트루프섬의 항공 사진

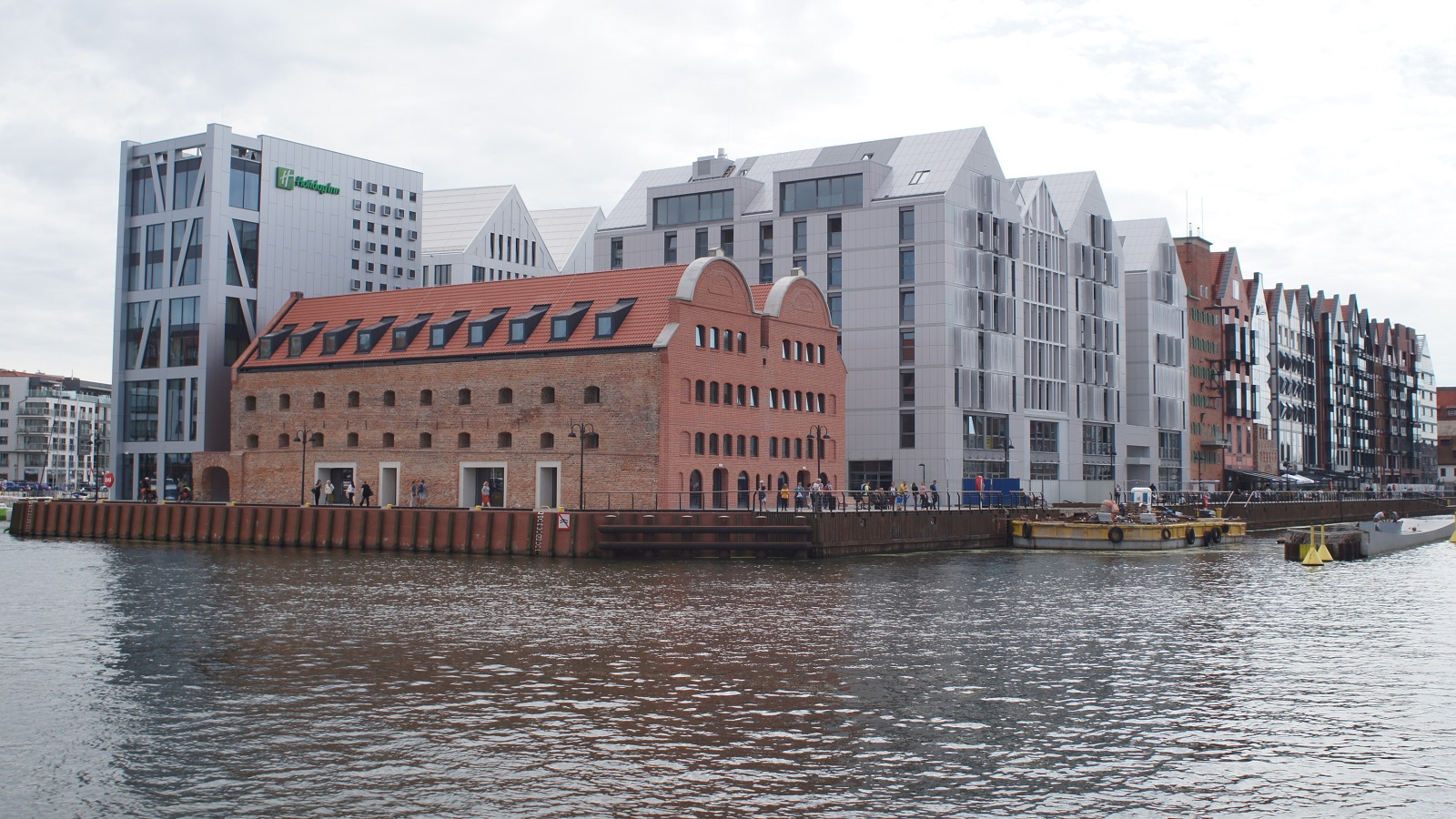
그단스크의 곡물 창고섬

다음은 그단스크만과 비스툴라 석호에 있는 폴란드 섬들이다:
- 아에스티아섬 (비스툴라 석호의 인공섬), 대략 북위 54° 21′ 29″ 동경 19° 30′ 44″ / 북위 54.35807705505686°  동경 19.512303362270877° [4]
- 그단스크의 섬들
  - 포트섬 면적: 25.7 km² 개체군 22,167명, 북위 54° 22′ 52″ 동경 18° 43′ 23″ / 북위 54.38111°  동경 18.72306° 
  - 소비에셰보섬 면적: 34.3 km² 인구: 3,570명, 북위 54° 20′ 11″ 동경 18° 52′ 29″ / 북위 54.33639°  동경 18.87472° [2]
  - 오스트루프섬 (홀름섬), 북위 54° 22′ 16″ 동경 18° 39′ 14″ / 북위 54.371°  동경 18.654° 
  - 곡물 창고섬 (비스파 스피흐주프), 북위 54° 20′ 47.32″ 동경 18° 39′ 27.58″ / 북위 54.3464778°  동경 18.6576611°
- 엘블롱크의 곡물 창고섬 (비스파 스피흐주프), 북위 54° 09′ 30″ 동경 19° 23′ 19″ / 북위 54.158333°  동경 19.388611°

## 기타
- 그로츠카섬(폴란드어판) (슈체친의 오데르강에 있는 무인도), 북위 53° 26′ 00″ 동경 14° 34′ 00″ / 북위 53.43333°  동경 14.56667°
- 오스트루프 미엘렌스키(폴란드어판), 북위 53° 25′ 01″ 동경 14° 35′ 56″ / 북위 53.41707°  동경 14.59886°
- 우파우티, 북위 54° 10′ 29″ 동경 21° 40′ 20″ / 북위 54.17466°  동경 21.67209° [1]
- 비엘카 주와바 (예지오라크 호수에 있음), 북위 53° 36′ 36″ 동경 19° 33′ 00″ / 북위 53.61000°  동경 19.55000°

## 같이 보기
- 폴란드의 강 목록
- 발트해의 섬 목록
- 섬 목록
- pl:Lista wysp Polski